# Saint-Germain-l'Herm
Saint-Germain-l'Herm là một xã ở tỉnh Puy-de-Dôme trong vùng Auvergne-Rhône-Alpes miền trung nước Pháp.